# Kampfgeschwader 76
Das Kampfgeschwader 76 war ein Verband der Luftwaffe der Wehrmacht im Zweiten Weltkrieg. Als Kampfgeschwader, ausgestattet mit Bombern, erst vom Typ Dornier Do 17, dann mit der Junkers Ju 88 und zuletzt mit der Arado Ar 234 führte es Luftangriffe mit Bomben auf zugewiesene Ziele durch. Das Geschwader beteiligte sich am Überfall auf Polen, dem Westfeldzug, der Luftschlacht um England und dem Deutsch-Sowjetischen Krieg. Ab 1942 kam es im Mittelmeerraum und ab 1944 an der Westfront gegen die Westalliierten zum Einsatz. Ab August 1944 erhielt es den ersten einsatzbereiten Strahlbomber der Welt, die Arado Ar 234 und flog mit ihr im Dezember die ersten Einsätze. Nach der bedingungslosen Kapitulation der Wehrmacht am 8. Mai 1945 wurde es aufgelöst.

## Aufstellung
Das Geschwader entstand am 1. Mai 1939, nach dem neuen Benennungsschema der Luftwaffe, aus dem ursprünglich als Kampfgeschwader 155 aufgestellten Verband, der am 1. April 1935 an den Standorten Giebelstadt (Lage), Ansbach (Lage) und Schwäbisch Hall (Lage) gebildet worden war. Dieses Geschwader wurde am 1. Februar 1938 in Kampfgeschwader 158 umbenannt und bezog die Plätze in Wiener Neustadt (Lage) und Wels (Lage). Am 1. Mai 1939 folgte dann eine erneute Umbenennung nach dem neuen Benennungsschema der Luftwaffe in Kampfgeschwader 76, wobei die II. Gruppe zum Kampfgeschwader 77 kam und aus dem Geschwaderverband ausschied. Es blieb auf den Flugplätzen Wiener Neustadt und Wels. Eine neue II. Gruppe bildete sich erst am 1. Januar 1940 in Wels. Nach einer nochmaligen Umgliederung gab das Geschwader diese Gruppe im Juli 1940 an das Sturzkampfgeschwader 77 ab und erhielt als neue II. Gruppe die III. Gruppe des Kampfgeschwaders 28. Eine IV. (Ergänzungs-)Gruppe entstand im März 1941. Das Geschwader war anfangs mit der Dornier Do 17, später mit der Junkers Ju 88 und der Arado Ar 234 ausgestattet. Die Geschwaderkennung war F1.

## Gliederung
Der Geschwaderstab führte die I. bis IV. Gruppe, die wiederum in Staffeln unterteilt waren. Die 1. bis 3. Staffel gehörte der I. Gruppe, die 4. bis 6. Staffel der II. Gruppe, die 7. bis 9. Staffel der III. Gruppe und die 10. bis 12. Staffel der IV. Gruppe an. Jede Staffel, geführt durch einen Staffelkapitän, war in drei Schwärme mit je vier Flugzeugen unterteilt. Daraus ergab sich eine Sollstärke der Bombergruppe von 36 Flugzeugen in den drei Staffeln + ein Flugzeug für den Gruppenkommandeur. Dies ergab bei vier Bombergruppen eine Sollstärke von 148 Flugzeugen, + 4 Flugzeuge für den Geschwaderkommodore und seinen Stab. Daraus ergibt sich eine Sollstärke von 152 Flugzeugen. Die IV. Gruppe war eine Ergänzungsgruppe und nahm in der Regel nicht an Kampfeinsätzen teil. In ihr wurden frisch ausgebildete oder rekonvaleszente Flieger eine Zeitlang an die Frontbedingungen gewöhnt und geschult, bevor sie in eine der drei Einsatzgruppen wechselten. Darum hatte sie meist ihren Standort in der Heimatbasis des jeweiligen Geschwaders.

## Geschichte

### Überfall auf Polen
Am Überfall auf Polen nahm das Geschwader im Rahmen der 2. Fliegerdivision der Luftflotte 4 im Südabschnitt der Front teil. Der Stab und die I. Gruppe lagen in Breslau (Lage) und die III. Gruppe in Rosenborn (Lage). Der Stab und die beiden Gruppen waren mit dem Bomber Dornier Do 17Z ausgestattet, deren zwei Bramo 323 Motoren je 1000 PS leisteten und eine Höchstgeschwindigkeit von 410 km/h und eine Bombenlast von 1000 kg ermöglichten. Ab dem 1. September 1939 griff das Geschwader polnische Flugplätze und Truppenkonzentrationen bis zur Weichsel an. Dabei bombardierte es insbesondere Ziele in Łódź, Radom, Kielce, Częstochowa, Krosno und Moderowka in Südpolen. Ab dem 4. September folgten Luftangriffe auf Eisenbahnziele zur Störung der Eisenbahnverbindungen. Anschließend flog es Tieffliegerangriffe auf Stellungen der polnischen Łódź Armee. Danach wechselte der Schwerpunkt in den Süden an der Grenze zur Slowakei, wo die deutsche 14. Armee vorging. Insbesondere die Bahnlinien in Richtung Rumänien sollten unterbrochen werden um eine Flucht von polnischen Truppen dorthin zu verhindern. Ab dem 21. September verlegte das Geschwader zurück nach Schwäbisch Hall, Leipheim (Lage) und Baltringen. (Lage) Am 1. Januar 1940 wurde in Wels eine neue II. Gruppe aufgestellt. Diese war ebenfalls mit der Dornier Do 17Z ausgestattet.

### Westfeldzug
Zu Beginn des Westfeldzugs am 10. Mai 1940 war das Geschwader mit dem Stab, der I. bis III. Gruppe Teil des I. Fliegerkorps der Luftflotte 3. Insgesamt 110 Do 17Z standen zur Verfügung. Die ersten Einsätze flog das Geschwader von Köln-Ostheim, (Lage) Köln-Wahn (Lage) und Nidda (Lage) aus. Der erste Luftangriff am Morgen des 10. Mai galt dem Flugplatz in Laon, wo die 7. Staffel auf Hawker Hurricanes der No. 87 Squadron der Royal Air Force traf und die ersten Verluste erlitt.

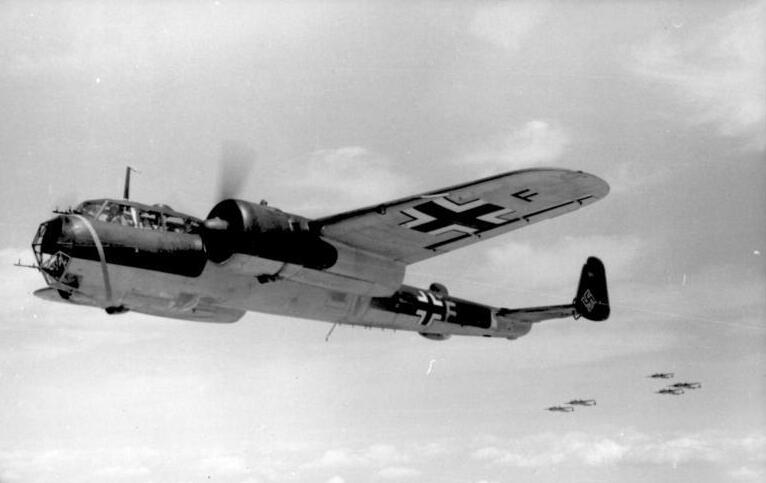
Dornier Do 17Z des Kampfgeschwader 76 über Frankreich

Anschließend bekämpfte es in den nächsten Tagen Ziele an der Maas und unterstützte Heereseinheiten der Heeresgruppe C beim Vorgehen gegen die Maginot-Linie. Am 13. Mai unterstützte es das XV. Armeekorps (mot.) beim Übergang über die Maas bei Dinant und Houx. Am 18. Mai erfolgte ein Luftangriff auf den von der No. 607 und No. 151 Squadron genutzten Flugplatz Vitry, bei dem eine Bristol Blenheim und 14 Hurricanes am Boden zerstört wurden. Vom 25. Mai bis 2. Juni griff es die Hafenstädte Oostende und Dünkirchen mehrfach an um in der Schlacht von Dünkirchen die Evakuierung alliierter Truppen über den Ärmelkanal zu verhindern. Am 31. Mai verfügte das Geschwader über 85 Bomber, von denen 58 einsatzbereit waren.
Mit dem Unternehmen Paula am 3. Juni wurde die zweite Phase des Westfeldzugs eingeleitet. Dabei bombardierte das Geschwader Flugplätze und Flugzeugfabriken im Raum Paris. Letzte Luftangriffe folgten vom 6. bis 12. Juni in der Normandie und der Bretagne gegen alliierte Truppenbewegungen und Evakuierungstransporte.

### Luftschlacht um England
Nach Ende des Westfeldzugs übernahm das Geschwader ab Juli 1940 Plätze im besetzten Teil Frankreichs. Der Stab und die III. Gruppe waren in Cormeilles-en-Vexin, (Lage) die I. Gruppe in Beauvais-Tillé (Lage) und die II. Gruppe in Creil (Lage) beheimatet. Es blieb unter der Kontrolle des I. Fliegerkorps der Luftflotte 2. Die II. Gruppe erhielt als erste des Geschwaders im Juli/August neue Bomber vom Typ Junkers Ju 88A-1. Gegenüber der bisher verwendeten Do 17Z hatte sie mit ihren zwei Jumo 211 B-1 Motoren 350 PS mehr Startleistung, eine um 50 km/h höhere Höchstgeschwindigkeit und eine um 1400 kg höhere Bombenlast. Bis Jahresende war das gesamte Geschwader auf den neuen Bombertyp umgerüstet.
Im Juli begann das Geschwader im Rahmen der Luftschlacht um England, zusammen mit anderen Kampfgeschwadern verstärkt den Schiffsverkehr im Ärmelkanal und den anderen britischen Küsten zu bekämpfen. In der Nacht des 25./26. Juli flog das Geschwader einen Luftangriff auf Southampton. Bei einem Luftangriff auf einen Schiffskonvoi am 29. Juli im Ärmelkanal bei Dover, stürzte der Gruppenkommandeur der III. Gruppe Oberstleutnant Adolf Genth ab und verstarb. Er hatte einen Sperrballon berührt und verlor danach die Kontrolle über sein Flugzeug. Am 11. bis 18. August folgten Luftangriffe auf die Flugplätze Hawkinge, Kenley, Debden, Biggin Hill, North Weald, Hornchurch und Croydon. Am 24. August schossen britische Defiant-Jagdflugzeuge den Gruppenkommandeur der II. Gruppe ab, so dass er südlich von Manston in den Ärmelkanal stürzte und verstarb. Bei einem erneuten Luftangriff am 6. September auf den Flugplatz Kenley erlitt die 6. Staffel 3 Totalverluste und eine schwere Beschädigung durch die No. 41 Squadron. Insgesamt hatte das Geschwader seit Juli 63 Bomber durch Totalverlust oder Beschädigung verloren.

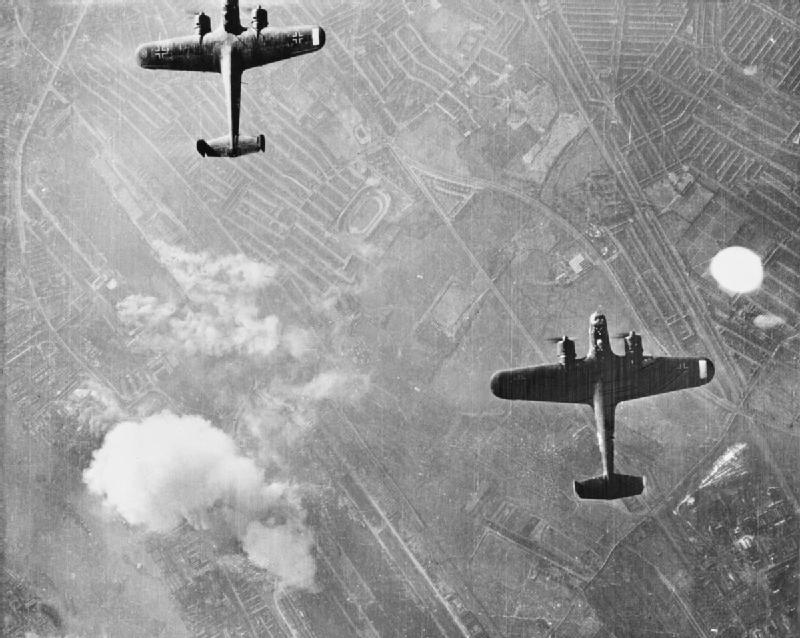
Dornier Do 17Z am 7. September 1940 über London-West Ham

Am 7. September war das Geschwader Teil des ersten großen Luftangriffs auf London. Bei diesem Tagangriff wurden 300 Bomber sowie 600 Begleitjäger eingesetzt, vorwiegend gegen die Docks von London und das East End. Es folgte ein Nachtangriff durch rund 180 Bomber. An diesem ersten Angriffstag starben 436 Menschen, weitere 1500 wurden verletzt. Am 15. September flog das Geschwader erneut mit anderen Geschwadern einen Luftangriff auf London. Insgesamt 380 Bomber (von denen zwei abgeschossen wurden) bombardierten die Stadt. Etwa 200 Menschen starben und 2000 wurden verwundet. Die I. Gruppe verlegte am 24. Oktober nach Giebelstadt und erhielt ihre neuen Ju 88A-1. Nach Luftangriffen auf Hafenstädte am Ärmelkanal ging die II. Gruppe zurück nach Ansbach, um dort aufgefrischt und neu ausgestattet zu werden. Beide Gruppen kamen erst Anfang 1941 wieder zurück. Die III. Gruppe nahm derweil am 15./16. November an einem nächtlichen Luftangriff auf London teil, bevor sie im Dezember nach Illesheim wechselte. Dort erhielt auch sie ihre neuen Bomber vom Typ Ju 88A-1. Lediglich der Geschwaderstab blieb im Westen und führte Bombergruppen anderer Geschwader. Mit nächtlichen Luftangriffen auf London am 17./18. Februar und 18./19. März meldeten sich die frisch aufgefüllten und umgerüsteten Bombergruppen des Geschwaders wieder zurück. Am 20./21. Februar bombardierte es die walisische Hafenstadt Swansea und am 3./4. März traf es die walisische Hauptstadt Cardiff. Aufgrund des besser werdenden Flugwetters intensivierte das Geschwader im März die nächtlichen Luftangriffe auf Ziele in Großbritannien. So waren am 8./9. und 9./10. London betroffen, am 10./11. Portsmouth, am 12./13. Birkenhead, am 13./14. Glasgow und Liverpool und am 14./15. Glasgow und Sheffield. Weitere Ziele waren Avonmouth (16./17. März), London (19./20. März), Plymouth (21./22. März) und Bristol (29./30. März). Auch im April wurden die Luftangriffe fortgeführt. So bombardierte das Geschwader am 7./8. April Belfast, am 8./9. April Coventry, am 9./10. und 10./11. April Birmingham, am 15./16. April Belfast und Portland, am 19./20. April London und viermal Liverpool (26./27. April, 3./4., 4./5. und 7./8. Mai) Mit nächtlichen Luftangriffen im Mai auf Hull, Nottingham, Sheffield und Grimsby endeten für das Geschwader die Kampfhandlungen gegen Großbritannien. Das Geschwader blieb bis Anfang Juni 1941 im Westen stationiert und wechselte dann auf Plätze in Ostpreußen.

### Deutsch-Sowjetischer Krieg
1941
Vor dem Angriff auf die Sowjetunion bekam das Geschwader die Flugplätze in Gerdauen (Lage), Jürgenfelde (Lage) und Schippenbeil (Lage) zugewiesen. Dort war es dem I. Fliegerkorps in der Luftflotte 1 im Nordabschnitt der Ostfront unterstellt. Die drei Gruppen verfügten über 89 Junkers Ju 88, davon 69 einsatzbereit. Das Geschwader eröffnete die Kampfhandlungen am 22. Juni 1941 mit Luftangriffen auf Flugplätze der sowjetischen Luftstreitkräfte. Aber schon am ersten Tag musste es auch in die Bodenkämpfe eingreifen, als Panzer des sowjetischen 3. und 12. Mechanisierten Korps, bei Šiauliai, das deutsche XXXXI. Armeekorps (mot.) der Panzergruppe 4 angriffen. Im Tieffliegerangriff wurden sowjetische Panzer und Truppenkonzentrationen bekämpft. Das Geschwader zerstörte dabei 40 Panzer und Fahrzeuge und verlor um die 10 Flugzeuge. Auch der Gruppenkommandeur der I. Gruppe, Hauptmann Robert von Sichart fiel bei diesem Einsatz. Anschließend unterstützte es den Vormarsch der Panzergruppe 4 nach Pskow und weiter in Richtung Leningrad. Während des 4. Julis bombardierte es die Flugplätze in Idriza und Opotschka. Am Folgetag intervenierte es zugunsten der 1. Panzer-Division und zerstörte durch Tieffliegerangriffe um die 140 Panzer. Bis zum 22. Juli hatte das Geschwader einen Totalverlust von 30 Flugzeugen zu erleiden. Mitte Juli griff es von Schaulen (Lage) aus, in die Schlacht um das Baltikum ein, als es Stellungen der sowjetischen 8. Armee angriff. Ende Juli war noch die Unterbrechung der Bahnstrecke zwischen Leningrad und Moskau das Ziel. Im September/Oktober 1941 wechselte das Geschwader mit seinen drei Bombergruppen in den Mittelabschnitt zur Luftflotte 2. Dort startete es vom Fliegerhorst Orscha-Süd (Lage) zu Einsätzen in der Schlacht um Moskau. Die Schwerpunkte waren die Unterbrechung von Verkehrsverbindungen und die Bekämpfung von feindlichen Stellungen. Ab dem 10. November nahm die I. Gruppe an mehreren Luftangriffen auf Moskau teil. Dazu wechselte sie auf den Fliegerhorst Dno. (Lage). Die II. Gruppe wurde Ende des Jahres von der Front zurückgezogen um sich einen Monat in Jesau neu zu organisieren und aufzufrischen. Anschließend kehrte sie nach Orscha zurück und stemmte sich zusammen mit der III. Gruppe bis April 1942 gegen die Winteroffensive der Roten Armee im Mittelabschnitt der Ostfront. Unter anderen intervenierten sie in der Schlacht von Rschew. Im Januar 1942 ging dann die I. Gruppe zurück nach Wiener Neustadt und kehrte erst im Mai wieder an die Ostfront zurück. Im April 1942 verließ die III. Gruppe und der Geschwaderstab die Ostfront und gingen für zwei Monate zurück nach Giebelstadt und Kitzingen.
1942
Ab Anfang Mai 1942 war die I. Gruppe und ab Ende Mai der Geschwaderstab und die III. Gruppe im Südabschnitt der Ostfront versammelt. Unter dem Kommando der Luftflotte 4 waren sie je nach Schwerpunkt dem IV. oder dem VIII. Fliegerkorps zugeteilt. Die II. Gruppe lag noch im Mittelabschnitt und wechselte erst Ende Juni in den Süden. Dem Geschwader standen Ende Mai 103 Junkers Ju 88 zur Verfügung. Die Mehrzahl der Ju 88 war in der Variante A-4, einige auch in der tropentauglichen Version, ausgeführt. Im Vergleich zur zuvor genutzten A-1 standen bei der A-4 insgesamt 490 PS mehr Startleistung zur Verfügung. Daraus ergab sich eine um 40 km/h höhere Höchstgeschwindigkeit und eine um 600 kg höhere Bombenlast. In einer speziellen Eisenbahnbekämpfungsstaffel in der III. Gruppe standen 12 Ju 88C-6, die eine verstärkte Rohrbewaffnung von einer nach vorn feuernden 20-mm-Kanone MG FF/M und drei Maschinengewehre MG 17 hatte.

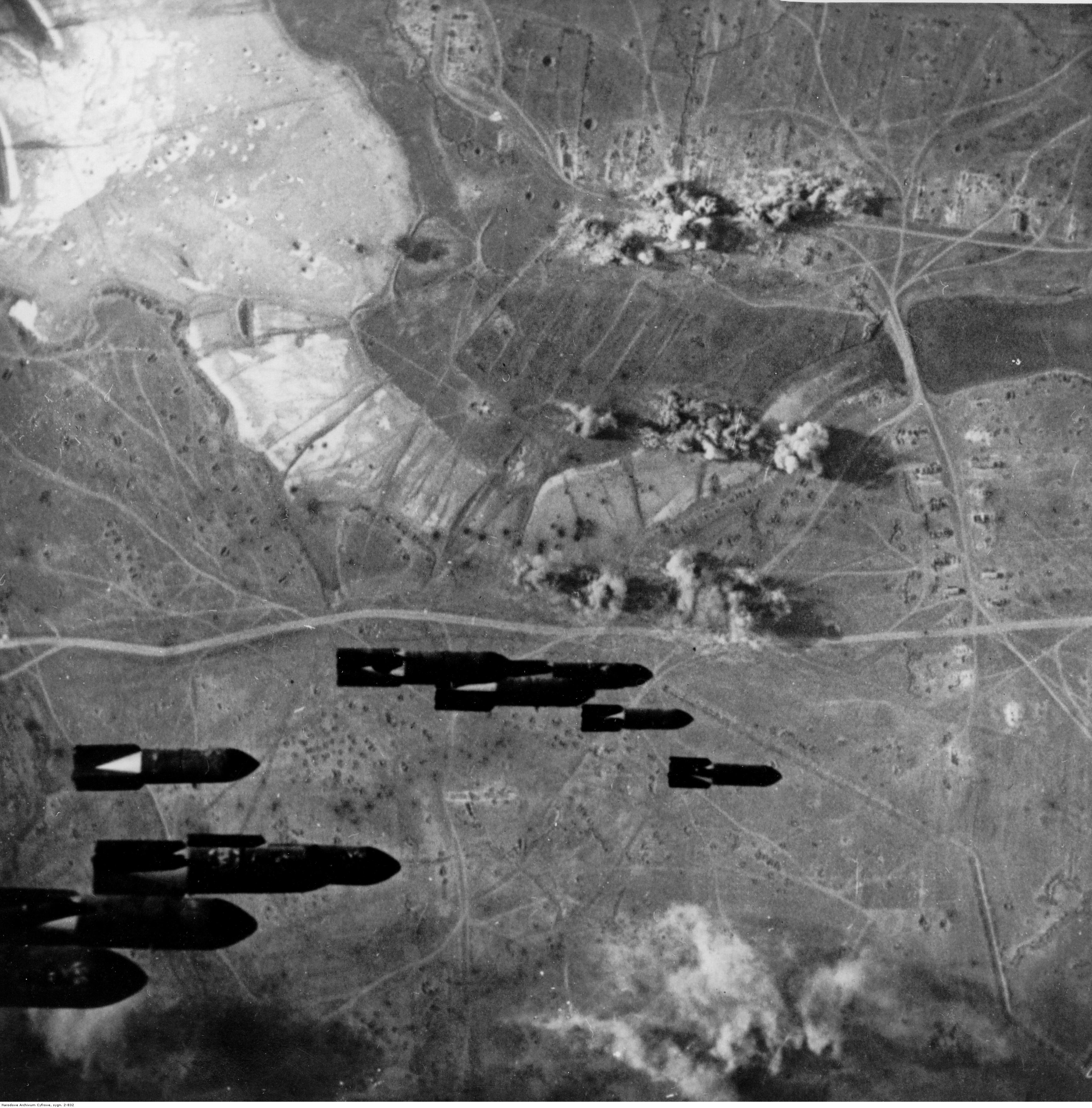
Bombardierung von Feldstellungen auf der Halbinsel Kertsch

Bei der Rückeroberung der Halbinsel Kertsch griff die I. Gruppe von Sarabus aus, zugunsten der deutschen 11. Armee in die Erdkämpfe ein und bombardierte Feld- und Artilleriestellungen. Nach dem Erfolg des Unternehmens wechselte die I. Gruppe am 14. Mai nach Charkow-Woitschenko um in die seit 12. Mai laufende Schlacht um Charkow eingreifen zu können. Anschließend wechselte sie am 29. Mai wieder zurück auf die Krim, da hier die Kämpfe um die Seefestung Sewastopol ihren Höhepunkt erreicht hatten. Als sich an Juli die Evakuierung der verbliebenen sowjetischen Verteidiger abzeichnete, flog die I. Gruppe, zusammen mit anderen Einheiten, einen Luftangriff auf die Schiffe im Hafen von Sewastopol. Dabei wurden die Transporter Ukrania, Proletariy und Elbrus und der Zerstörer Taschkent versenkt und weitere beschädigt.
Bei Beginn der deutschen Sommeroffensive im Süden der Ostfront, war das Geschwader dem IV. Fliegerkorps der Luftflotte 4 zugeteilt und hatte seine Basis auf dem Fliegerhorst Kursk-Ost. (Lage) Insgesamt 104 Junkers Ju 88 standen zur Verfügung, davon der Großteil in der Ausführung A-4. Ab dem 28. Juni unterstützte es durch direkte Eingriffe auf dem Schlachtfeld die 4. Panzerarmee bei ihrem Vormarsch nach Woronesch am Don. Weiterhin wurden Eisenbahnstrecken und -fahrzeuge bombardiert um Transporte zu verhindern. Nachdem Woronesch am 6. Juli durch Bodentruppen erreicht wurde, verlegte das Geschwader nach Bely Kolodes. (Lage) Von hier aus unterstützte es die 6. Armee bei der Überquerung des Don bei Kalatsch, der ein wichtiges Verteidigungshindernis der Roten Armee auf dem Weg nach Stalingrad darstellte. Am 23. August beteiligte sich das Geschwader an Luftangriffen auf Stalingrad, die sich bis zum 24. August hinzogen. Insgesamt flogen die beteiligten Kampfgeschwader 27, 51, 55, 76 und die I./KG 100 bei mehreren Anflügen mit 1600 Flugzeugen die Innenstadt an und warfen mehr als 1000 Tonnen Bomben ab. Dabei starben 955 Menschen und 1181 wurden verletzt. Dem allgemeinen Vormarsch folgend wechselte das Geschwader Ende August auf den Fliegerhorst Tazinskaja. (Lage) Es folgten Luftangriffe auf die Wolga-Schifffahrt und ein nächtlicher Luftangriff am 24. September auf Saratow. Dabei schoss die sowjetische Pilotin Valeria Khomyakova des 586. Jagdflieger-Regiments eine Ju 88 ab.

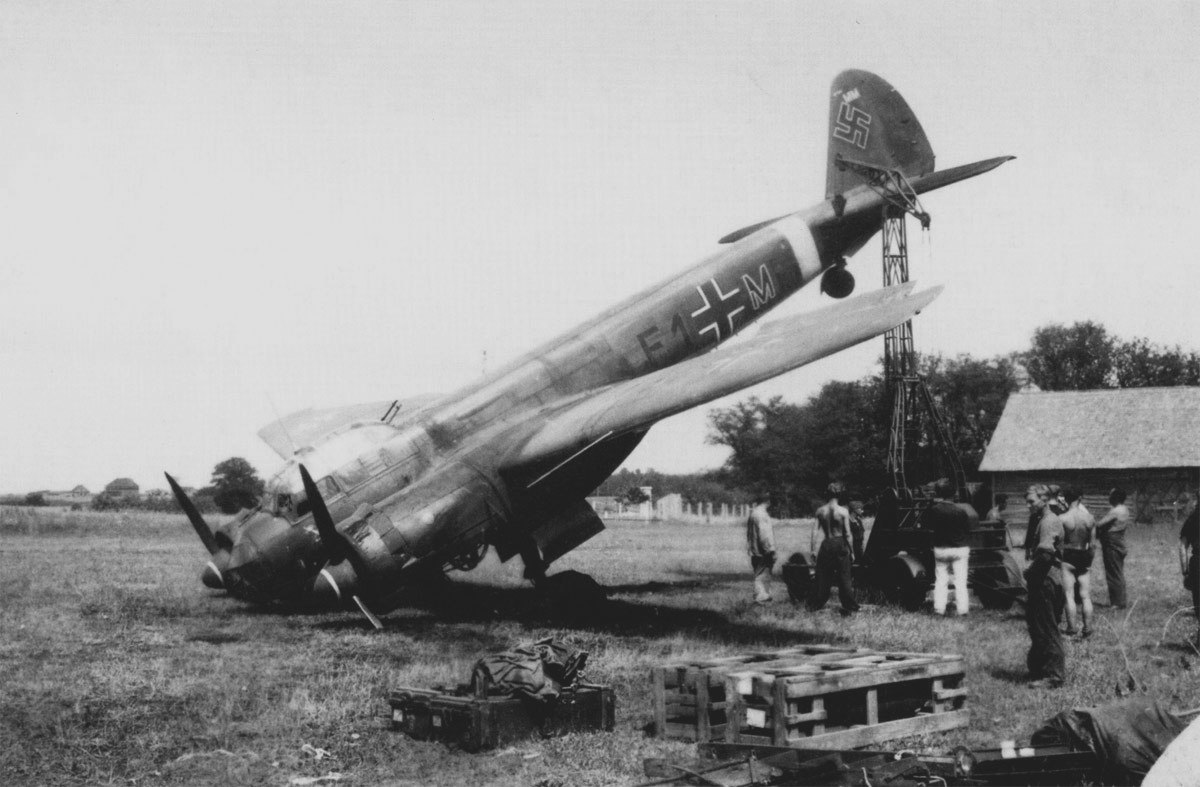
Ju 88A-4 der 4. Staffel des Geschwaders auf einem russischen Feldflugplatz

Ab dem 11. September stellte das Geschwader Teile der I. und II. Gruppe für das Unternehmen Nordlicht ab. Dessen Ziel war es mit Hilfe der 11. Armee das in der Leningrader Blockade eingeschlossene Leningrad vollständig zu erobern. Dazu verlegten Teile des Geschwaders auf die Feldflugplätze nach Rjelbitzy (Lage) und Kotly. (Lage) Da die Rote Armee ihrerseits ab dem 19. August ein Angriffsunternehmen gegen den Einschließungsring Leningrads durchführte, entfiel das Unternehmen Nordlicht und die Geschwaderteile kehrten am 6. Oktober wieder zu ihrer Stammeinheit zurück.
Nachdem die deutsche Heeresgruppe A ab August in die Kaukasusregion vorgedrungen war, folgte die Bodenorganisation des IV. Fliegerkorps der Luftflotte 4 ebenfalls dorthin. Das Kampfgeschwader 76 bezog ab Ende Oktober den Fliegerhorst Armawir (Lage) am Kuban. Von hier aus flog es mehrfach Luftangriffe auf Ziele der sowjetischen Ölindustrie und -verladung in Astrachan und Grozny. Ab dem 19. Oktober bombardierte es im Wolgadelta, mit der Mündung des Achtuba in das Kaspische Meer, sowjetische Tankschiffe auf dem Weg nach Norden. Am 3. November erfolgte ein Luftangriff auf den Hafen vom Tuapse am Schwarzen Meer. Am 15. November verlegte das gesamte Geschwader nach Griechenland und wechselte damit von der Ostfront in die Mittelmeerregion. Das Geschwader hatte im Zeitraum von Anfang Juli bis Ende November einen Totalverlust von 86 Ju 88 durch Feindeinwirkung und 65 ohne Feindeinwirkung. Insbesondere die schlechte Infrastruktur auf den Feldflugplätzen und die dadurch bedingte schlechte Wartung der Maschinen beförderte technische Ausfälle und Bruchlandungen die nicht immer mit dem Verlust der Besatzung einhergingen.

### Mittelmeer 1942 bis 1944
Ab dem 15. November 1942 verlegte das gesamte Geschwader nach Griechenland in den Bereich des X. Fliegerkorps der Luftflotte 2. Nach einem fünftägigen Zwischenstopp in Athen-Tatoi nahm es die Plätze auf Kreta in Iraklion (Lage) und Tymbakion (Lage) ein. Zur Ausstattung gehörten jetzt auch in nennenswerter Zahl die ersten Ju 88A-14. Im Vergleich zur bisherigen Standardvariante A-4 hatten sie verstärkte Profile an den Tragflächenvorderkanten und Nase als Sperrballonabweiser. Die ersten Einsätze flog das Geschwader zur Unterstützung der die Deutsch-Italienischen Panzerarmee in Nordafrika, die sich nach der Niederlage gegen die britische 8. Armee in der Zweiten Schlacht von El Alamein zurückziehen musste. Auch bekämpfte es den alliierten Schiffsverkehr im Raum zwischen Alexandria, Tobruk und Bengasi. Dabei wurde am 15. Dezember der dänische Frachter Hannah Møller mit 2931 BRT und am 19. Dezember die britische Korvette Snapdragon versenkt. Währenddessen nahm die IV. (Ergänzungs-)Gruppe an der Besetzung von Vichy-Frankreich teil.
Ende Dezember verlegten der Stab und die I. Gruppe nach Italien auf den Fliegerhorst Catania. (Lage) Die II. Gruppe ging zu dieser Zeit auf den Fliegerhorst in Gerbini (Lage) und die III. Gruppe nach Wiener Neustadt. Anschließend verlegte sie ab März 1943 ebenfalls nach Catania. Damit war das Geschwader dem II. Fliegerkorps der Luftflotte 2 unterstellt. Insgesamt 63 Ju 88 verschiedener Ausführungen standen zur Verfügung, die Mehrzahl davon in der Variante A-4. Aufgrund der infolge des Unternehmen Torch veränderten Lage, griff das Geschwader in den Tunesienfeldzug ein. Dabei flog es am 27./28. März nächtliche Luftangriffe auf Sfax, am 1. April auf El Guettar, am 7. April Djaidoud-Metovia, am 15. und 16. April Bône und Malta und am 20. April und 3. Mai Skikda und Tripolis. Schon zuvor, am 4. März, hatten 15 Ju 88 der I. und II. Gruppe einen Luftangriff auf Algier durchgeführt, der aber wirkungslos blieb.
Ab 16. Mai wechselte der Stab, die I. und die III. Gruppe auf das süditalienische Festland nach Foggia-Tortorella. (Lage) Die II. Gruppe ging für rund drei Monate zurück in die Heimat auf die Fliegerhorste Kitzingen und Ansbach, um dort aufgefrischt zu werden. Sie war dann ab Juli 1943 ebenfalls in Foggia-Tortorella stationiert. Nachdem die Kämpfe in Nordafrika am 13. Mai mit der Kapitulation der dortigen deutschen und italienischen Truppen endeten, flog das Geschwader weiter Luftangriffe auf tunesische und algerische Hafenstädte um die Invasionsvorbereitungen der Alliierten zu stören. So griff es in der Nacht zum 29. Mai Bône, am 1. und 10. Juni Sousse, am 8. Juni Djidjelli und am 14. und 29. Juni erneut Bône an. Nachdem am 10. Juli die alliierte Landung in Sizilien begann, intervenierte das Geschwader dort gegen die von den Alliierten eroberten Hafenstädte. Dies war aufgrund der alliierten Luftüberlegenheit nur nachts möglich. Betroffen von diesen Luftangriffen waren Syrakus, Augusta, Palermo und Avola. Am 7. August erfolgte dann ein Luftangriff auf die tunesische Hafenstadt Bizerte. Da die Fliegerhorste rund um Foggia für die schweren Bomber der alliierten 15. US-Luftflotte von ihren nordafrikanischen Basen erreichbar waren, verlor das Geschwader immer wieder Flugzeuge am Boden durch alliierte Luftangriffe. Allein am 25. August verlor die II. Gruppe 9 Ju 88A-4 bei einem Luftangriff von 136 B-17 Bomber.

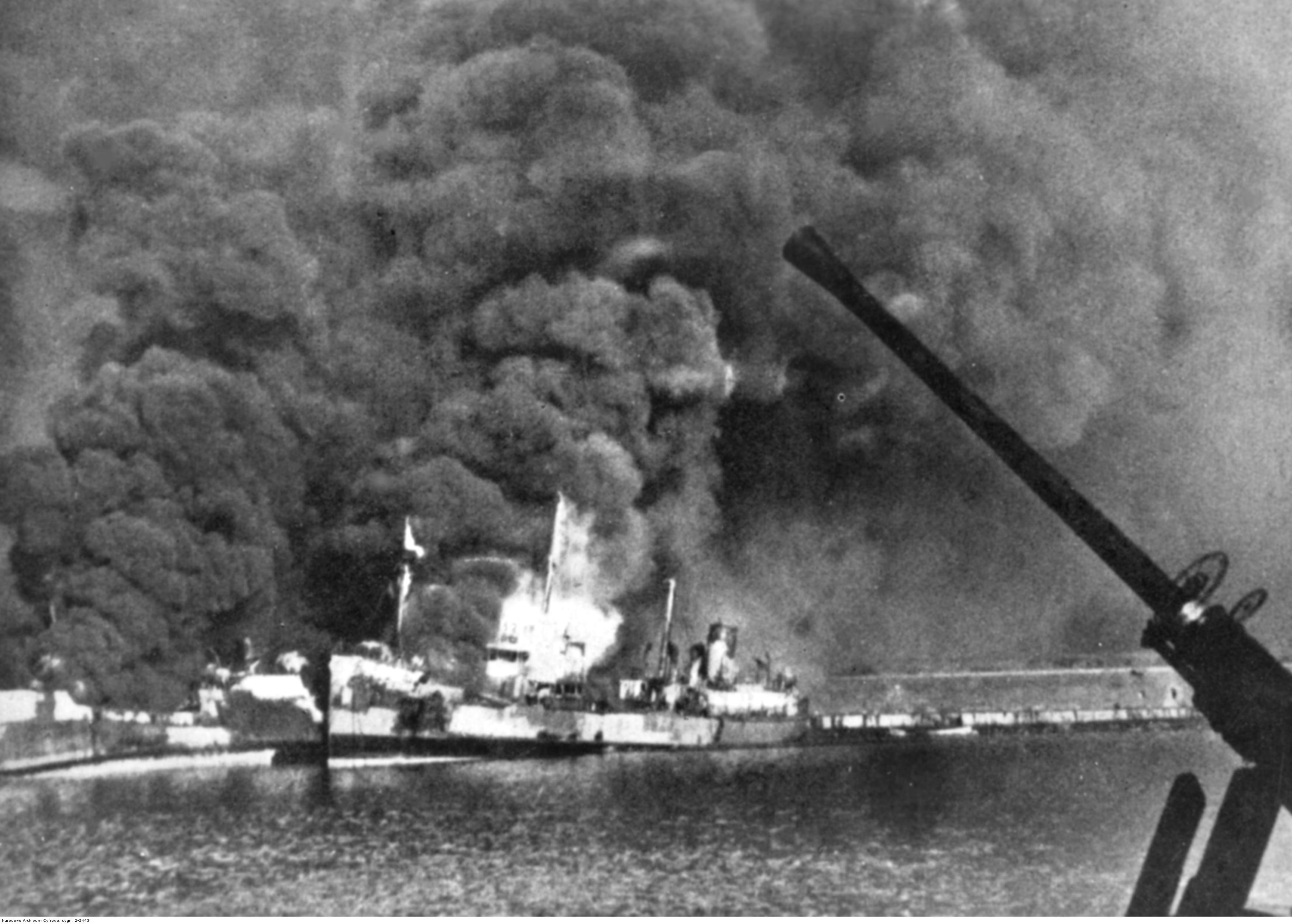
Der Hafen von Bari nach dem Luftangriff

Mit der Landung der Alliierten am 3. September bei Reggio Calabria an der Straße von Messina und am 9. September im Golf von Salerno begannen die Bodenkämpfe auf dem italienischen Festland. Aufgrund dessen musste das Geschwader am 16. September seine bisherige Basis Foggia-Tortorella aufgeben und weiter nach Norden ziehen. Der Geschwaderstab bezog den Fliegerhorst in Aviano (Lage), die I. Gruppe wechselte erst nach Frankreich auf den Fliegerhorst La Jasse, bevor sie im Oktober auf den Fliegerhorst Villaorba (Lage) nach Norditalien zurückkehrte. Die II. Gruppe übernahm zunächst den südfranzösischen Flugplatz Saint-Martin, kehrte aber im Oktober nach Italien zurück, als sie in Aviano unterkam. Die III. Gruppe war schon im Juli 1943 nach Laon-Athies in Frankreich gewechselt und kämpfte dort an der Westfront. Der Geschwaderstab und die I. bis III. Gruppe verfügten über 69 Junkers Ju 88. Die ersten Luftangriffe des Geschwaders galten den alliierten Schiffen der Landungsflotte die im Golf von Salerno ankerten und den Stellungen der Alliierten im Brückenkopf. Aufgrund der alliierten Luftherrschaft fanden die meisten Luftangriffe bei Dunkelheit statt, so auch die Luftangriffe auf den Hafen von Neapel am 23. Oktober, am 5./6. und am 26./27. November. Weitere Luftangriffe auf die Häfen Bari und Bastia fanden am 15. Oktober, am 5. November und am 24. November statt. Bei einem Überführungsflug stürzte der Gruppenkommandeur der I. Gruppe, Hauptmann Hans Coym, mit seiner Ju 88A-4 (Geschwaderkennung F1+CB) bei Monte Cavallo ab und verstarb. Der folgenreichste Luftangriff ereignete sich in der Nacht zum 3. Dezember, als die I. Gruppe erneut den Hafen von Bari angriff. Dabei wurden 18 Schiffe mit zusammen 71.566 BRT und 38.000 t Ladung vernichtet. Der Frachter SS John Harvey, Liberty-Klasse, explodierte mit einer Fracht von 2000 Bomben des Typs AN-M47, die mit insgesamt 480 Tonnen Senfgas befüllt waren. 1000 Soldaten und Zivilisten kamen um. Die Alliierten verheimlichten die Folgen des Senfgases auf die Betroffenen. Am nächsten Tag wechselte die I. Gruppe auf den Fliegerhorst Varrelbusch (Lage) in der Nähe von Cloppenburg. Damit befanden sich zum Jahreswechsel 1943/44 nur der Geschwaderstab und die II. Gruppe in Italien. Dafür kehrten die I. Gruppe am 1. Februar nach Aviano und die III. Gruppe am 9. März nach Villaorba nach Italien zurück. Zusammen mit dem Geschwaderstab, der in Ronchi dei Legionari (Lage) lag, blieben sie bis zum 10. Juni 1944 in Italien. Nach der Landung der Alliierten bei Anzio griff die II. Gruppe von Aviano aus die alliierten Stellungen an. Als die deutsche 14. Armee am 14. Februar einen Gegenangriff gegen die alliierten Truppen startete, war auch die I. Gruppe wieder dabei. Nachdem sich die Front in diesem Bereich gefestigt hatte, wechselte sie am 6. März nach Linz-Hörsching und wurde dort ihm Juni 1944 aufgelöst. Die II. Gruppe blieb bis zum 10. Juni in Aviano, wobei einzelne Staffeln zeitweise von Südfrankreich aus alliierte Schiffskonvois vor der algerischen Mittelmeerküste angriffen. So hatte die 6. Staffel, in der Nacht des 11./12. April 1944, zusammen mit Teilen des Kampfgeschwaders 26, Kontakt zu dem Geleitzug UGS 37. Es gelang ihnen aber nicht Schiffe zu versenken. Anschließend griffen in der Nacht des 30./31. Mai, die II. Gruppe zusammen mit der I. und III. Gruppe des Kampfgeschwaders 77, mit insgesamt 41 Ju 88 den alliierten Geleitzug UGS 42 im westlichen Mittelmeer an. Unter dem Einsatz von Beleuchterflugzeugen wurden Lufttorpedos auf den Konvoi abgeschossen, die den britischen Frachter Nordeflinge (2873 BRT) trafen und versenkten. Dabei wurden zwölf Besatzungsangehörige getötet. Insgesamt fünf der angreifenden Bomber wurden von der Schiffsflak und den Beaufighter-Nachtjägern der britischen Squadron 108 abgeschossen.

### Westfront 1944 bis 1945
Vom 1. Januar 1944 bis zum 2. Februar nahm die I. Gruppe am Unternehmen Steinbock teil. Dazu war sie auf dem Fliegerhorst Varrelbusch stationiert und verlegte vor dem jeweiligen Einsatz auf den Fliegerhorst Laon-Couvron (Lage) in Nordfrankreich. Insgesamt nahm sie mit 32 zur Verfügung stehenden Junkers Ju 88A-4 an den Luftangriffen auf London am 21./22. Januar und am 29./30. Januar teil, bevor sie am 2. Februar abgezogen wurde und zurück nach Italien verlegte. Die Verluste bei diesen Angriffen betrug vier Flugzeuge.

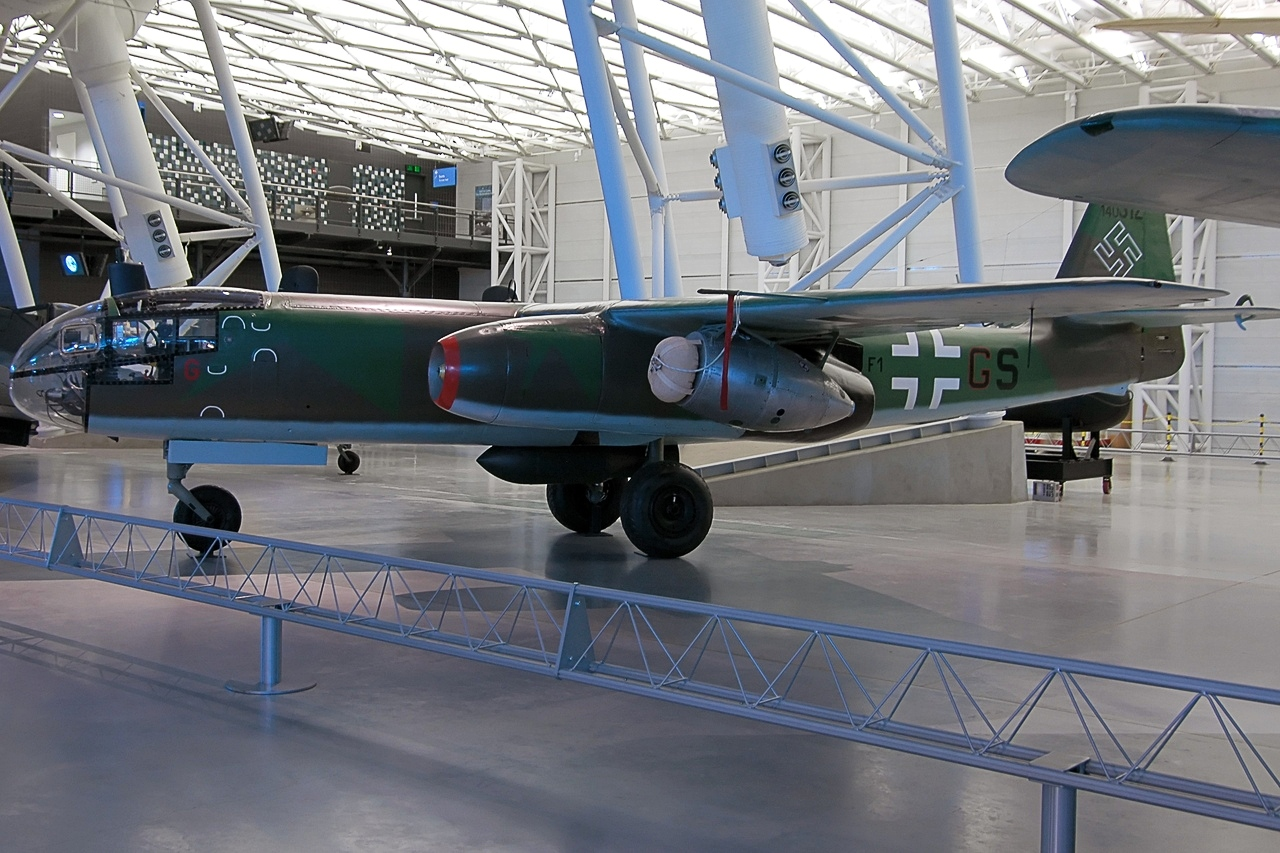
Arado Ar 234 B-2 des KG 76 im National Air and Space Museum in Washington, D.C.

Der Geschwaderstab und die III. Gruppe bezogen am 10. Juni 1944 den Fliegerhorst Alt-Lönnewitz. (Lage) Ab 14. Juli folgte die II. Gruppe ebenfalls hierher. Auf dem Werkflugplatz der Arado-Flugzeugwerke sollte das gesamte Geschwader auf die Arado Ar 234, den ersten einsatzbereiten strahlgetriebenen Bomber der Welt, umgerüstet werden. Dazu gab es sämtliche noch vorhandenen Ju 88 an andere Verbände ab. Im August 1944 erhielt die III. Gruppe ihre ersten drei Ar 234B-2. Diese Bomberversion erreichte mit den zwei Junkers Jumo 004 Strahltriebwerken eine Höchstgeschwindigkeit von 742 km/h und konnte bis zu 1500 kg Bomben mitführen. Ende November führte die III. Gruppe 51 Ar 234B-2 in ihren Bestandsliste. In der II. Gruppe befanden sich zu dieser Zeit lediglich 16.
Am 24. Dezember flog die 9. Staffel den ersten Luftangriff mit ihren neuen Strahlbombern, als sie Eisenbahnziele in Lüttich in Belgien bombardierte. Dazu war sie in Münster-Handorf (Lage) stationiert. Hauptziel des Angriffs waren die Bahnstationen Jonfosse und Sclessin, über die Soldaten der Westalliierten versorgt und ihre Verwundeten abtransportiert wurden. Als Folge des Bombardements des Bahnhofs Jonfosse wurde auch das Lütticher Staatsarchiv getroffen, wodurch zahlreiche wertvolle Dokumente der Lütticher Stadtgeschichte zerstört wurden.
Weitere Luftangriffe auf alliierte Truppenkonzentrationen im Raum Lüttich und Bastogne folgten am 26. und 31. Dezember im Rahmen der Ardennenoffensive. Beim am 1. Januar 1945 durchgeführten Unternehmen Bodenplatte sollte sie zusammen mit der I./KG 51 den niederländischen Flugplatz Gilze-Rijen angreifen. Der Überraschungsangriff galt den drei Aufklärerstaffeln der 2nd TAF die mit der Mustang und der Spitfire ausgestattet waren. Da der Überraschungseffekt nicht gegeben war, gelang es nicht die alliierten Flugzeuge am Boden zu zerstören und es entstanden nur geringfügige Zerstörungen. Am 10. Januar verfügte der Stab über 1, die II. Gruppe über 16 und die III. Gruppe über 19 Arado Ar 234. Der Hafen von Antwerpen war am 20. und 24. Januar das Ziel, bevor es am 21. Februar alliierte Truppen rund um Eindhoven traf. Seit dem 23. Januar lag der Geschwaderstab und die III. Gruppe in Achmer (Lage) und die II. Gruppe in Burg. (Lage) Vom 9. bis zum 13. März versuchte die III. Gruppe durch Luftangriffe die Ludendorff-Brücke bei Remagen zu zerstören, da sie den US-Truppen unzerstört in die Hände gefallen war. Obwohl die Brücke nicht entscheidend getroffen wurde, stürzte sie am 17. März ein. Am 21. März bombardierten 180 B-24 und 12 B-17 der 8. US-Luftflotte den Flugplatz Achmer und zerstörten oder beschädigten unter anderen 18 Ar 234 der III. Gruppe. Am 1. April hatte sie noch 11 Maschinen, darunter 7 einsatzbereite und 16 verfügbare Flugzeugführer.
Im April bezog das Geschwader, bestehend aus dem Stab, der II. und der III. Gruppe seine letzten Basen vor Kriegsende. Der Stab lag in Lübeck-Blankensee (Lage), die II. in Hesepe (Lage) und die III. Gruppe auf dem Fliegerhorst Kaltenkirchen (Lage). Die beiden Gruppen flogen letzte Luftangriffe gegen die Rote Armee in der Schlacht um Berlin und die Westalliierten. Am 21. März griffen 165 B-24 Bomber der 8. US-Luftflotte den Fliegerhorst Hesepe an und zerstörten drei Ar 234 auf dem Boden. Am 3. Mai flog die 8. Staffel den letzten Einsatz des Geschwaders, bevor es am 8. Mai kapitulierte.

## Kommandeure

### Geschwaderkommodore
| Dienstgrad     | Name                  | Zeit                                   |
| -------------- | --------------------- | -------------------------------------- |
| Oberst         | Paul Schultheiss      | 1. Mai 1939 bis 15. November 1939      |
| Oberst         | Stefan Fröhlich       | 17. November 1939 bis 26. Februar 1941 |
| Oberst         | Ernst Bormann         | 26. Februar 1941 bis 7. Januar 1943    |
| Major          | Wilhelm von Friedburg | Januar 1943                            |
| Oberstleutnant | Rudolf Hallensleben   | Januar 1943 bis 31. Mai 1944           |
| Oberst         | Walter Storp          | 1. Juni 1944 bis 30. September 1944    |
| Oberstleutnant | Robert Kowalewski     | 1. Oktober 1944 bis 8. Mai 1945        |

### Gruppenkommandeure
I. Gruppe
- Oberst Stefan Fröhlich, 1. Mai 1939 bis 14. November 1939[60]
- Major Ludwig Schulz, November 1939 bis 2. Juni 1940[61]
- Oberstleutnant Adolf Genth, 6. Juni 1940 bis 19. Juli 1940[62]
- Hauptmann Alois Lindmayr, 4. August 1940 bis 7. September 1940[63]
- Hauptmann Walther Herbold, 8. September 1940 bis 3. Oktober 1940[64]
- Major Kurt Rohde, 4. Oktober 1940 bis 21. Oktober 1940[65]
- Hauptmann Robert Sichart von Sichartshoff, Dezember 1940 bis 23. Juni 1941[66]
- Hauptmann Eberhard Wöhrlermann, 24. Juni 1941 bis September 1941[67]
- Hauptmann Rudolf Hallensleben, 23. Oktober 1941 bis Juli 1942[68]
- Hauptmann Hanns Heise, Juli 1942 bis 3. September 1942[69]
- Hauptmann Siegfried Geisler, 15. Januar 1943 bis 24. Februar 1943[70]
- Hauptmann Ulrich Koch, 25. Februar 1943 bis 13. September 1943 †[71]
- Hauptmann Hans Coym, 14. September 1943 bis 30. November 1943 †[72]
- Hauptmann Günther Schulz, 30. November 1943 bis 19. Februar 1944 †[73]

II. Gruppe
- Major Walter Hill, 1. Februar 1940 bis 25. Mai 1940[74]
- Major Friedrich Möricke, 9. Juli 1940 bis 24. August 1940 †[75]
- Major Walter Storp, 31. August 1940 bis 31. März 1941[76]
- Hauptmann Volprecht Riedesel Freiherr zu Eisenbach, 9. Februar 1942 bis 17. März 1943[77]
- Hauptmann Kurt Riemann, 18. März 1943 bis 30. Juli 1943[78]
- Major Siegfried Geisler, 24. September 1943 bis 30. März 1945[79]
- Major Peter-Paul Breu, 1. April 1945 bis 8. Mai 1945[80]

III. Gruppe
- Oberstleutnant Werner Zech, 1. Mai 1939 bis August 1939[81]
- Major Hans Hofmann, 26. August 1939 bis 25. Februar 1940[82]
- Major Franz Reuss, 26. Februar 1940 bis 18. Juli 1940[83]
- Oberstleutnant Adolf Genth, 19. Juli 1940 bis 29. Juli 1940 †[84]
- Major Franz von Benda, 1. August 1940 bis April 1942[85]
- Hauptmann Heinrich Schweikhardt, April 1942 bis 9. Januar 1943[86]
- Hauptmann Anton Stadler, 10. Januar 1943 bis 29. April 1943[87]
- Major Albrecht Wichmann, 30. April 1943 bis 24. Oktober 1943 †[88]
- Hauptmann Wilhelm Heid, 1. Mai 1944 bis 1. Dezember 1944[89]
- Major Hans-Georg Bätcher, 6. Dezember 1944 bis 26. Februar 1945[90]
- Major Franz Zauner, 26. Februar 1945 bis 8. Mai 1945[91]

IV. Gruppe
- Hauptmann Gerhard Kröchel, März 1941 bis März 1942[92]
- Hauptmann Hanns Heise, März 1942 bis 8. Mai 1943[93]
- Major Günter Beyer, 9. Mai 1943 bis 23. Juni 1944[94]
- Major Karl-Hermann Millahn, 24. Juni 1944 bis 23. Januar 1945[95]
- Hauptmann Diether Lukesch, 18. Februar 1945 bis 6. Mai 1945[96]

## Auszeichnungen
Bekannte Träger des Ritterkreuz des Eisernen Kreuzes oder höherer Stufen des Kampfgeschwaders 76.
| Name                                      | Dienstgrad     | Einheit    | Ritterkreuz   | Eichenlaub    |
| ----------------------------------------- | -------------- | ---------- | ------------- | ------------- |
| Bormann, Ernst                            | Oberst         | Stab/KG 76 | 24. Apr. 1941 |               |
| Brogsitter, Eduard                        | Hauptmann      | 5./KG 76   | 24. März 1943 |               |
| Ebersbach, Hans †                         | Hauptmann      | 6./KG 76   | 8. Aug. 1944  |               |
| Enssle, Alfred                            | Hauptmann      | 3./KG 76   | 31. Dez. 1943 |               |
| Geisler, Siegfried                        | Major          | II./KG 76  | 20. Juli 1944 |               |
| Hallensleben, Rudolf                      | Oberstleutnant | Stab/KG 76 | 29. Okt. 1943 |               |
| Hanke, Georg                              | Oberfeldwebel  | II./KG 76  | 26. März 1944 |               |
| Harries, Friedrich                        | Oberleutnant   | 7./KG 76   | 24. März 1944 |               |
| Heise, Hanns                              | Hauptmann      | IV./KG 76  | 3. Sep. 1942  |               |
| Herrmann, Benno                           | Oberleutnant   | 4./KG 76   | 19. Juni 1942 |               |
| Illg, Wilhelm                             | Oberfeldwebel  | 9./KG 76   | 1. Okt. 1940  |               |
| Lindmayer, Alois                          | Hauptmann      | 7./KG 76   | 21. Juli 1940 |               |
| Millahn, Karl-Hermann                     | Hauptmann      | Stab/KG 76 | 29. Feb. 1944 |               |
| Nacke, Rudolf                             | Feldwebel      | III./KG 76 | 23. Juli 1941 |               |
| Riedesel, Volprecht Freiherr zu Eisenbach | Hauptmann      | II./KG 76  | 7. Okt. 1942  |               |
| Schmidt, Rudolf †                         | Hauptmann      | 5./KG 76   | 2. Okt. 1942  |               |
| Schulz, Ludwig                            | Major          | I./KG 76   | 16. Aug. 1940 |               |
| Schweickhardt, Heinrich                   | Oberleutnant   | 8./KG 76   | 4. Feb. 1942  | 30. Okt. 1942 |
| Spadiut, Hubert                           | Oberleutnant   | 5./KG 76   | 26. März 1944 |               |
| Storp, Walter                             | Hauptmann      | II./KG 76  | 21. Okt. 1940 |               |

## Bekannte Geschwaderangehörige
- Hanns Horst Heise (1913–1992), war von 1962 bis 1968 als Inspizient für Flugsicherheit im Luftwaffenamt Köln-Wahn und ab Oktober 1968, als Brigadegeneral der Luftwaffe der Bundeswehr, Kommandeur des Deutschen Luftwaffenkommandos USA/Kanada
- Viktor von Loßberg (1904–1983), entwickelte im Zweiten Weltkrieg das Zahme-Sau-Nachtjagdverfahren und war von 1956 bis 1958, als Oberst der Luftwaffe der Bundeswehr, Amtschef im Materialamt der Luftwaffe
- Otto Sommer (1891–1940), war von 1932 bis 1933 Abgeordneter der NSDAP im Württembergischen Landtag und 1933 bis 1936 Abgeordneter für den Wahlkreis 31 (Württemberg) im nationalsozialistischen Reichstag
- Werner Utter (1921–2006), war ein Autor von luftfahrtbezogenen Büchern und einer der ersten Piloten der Deutschen Lufthansa, die nach dem Krieg eine Lizenz als Flugkapitän erhielten